# Benndorf (Braunsbedra)
Benndorf war ein Ortsteil von Braunsbedra im heutigen Saalekreis, der durch den Tagebau von Braunkohle zu einer Wüstung in Sachsen-Anhalt geworden ist.

## Geographische Lage
Benndorf lag im Geiseltal nördlich von Braunsbedra. Nachbarorte waren Gräfendorf im Westen, Körbisdorf im Osten und Zützschdorf im Süden. Die ehemalige Ortsflur liegt heute im Osten des Geiseltalsees zwischen Braunsbedraer Ufer und der Insel im See.

## Geschichte
In einem zwischen 881 und 899 entstandenen Verzeichnis des Zehnten des Klosters Hersfeld wird Benndorf als zehntpflichtiger Ort Bebendorpf im Friesenfeld erstmals urkundlich erwähnt. Im Ort befand sich ein Rittergut, nach diesem benannte sich die Familie von Benndorf, eine erloschene Ministerialenfamilie. Zu ihren Nachfolgern zählte u. a. die Familie Taubenheim von 1467 bis 1676. Jakob von Taubenheim als Kirchenpatron setzte 1544 nach fast fünfzehnjähriger Auseinandersetzung mit dem Bischof von Merseburg einen lutherischen Pastor ein. Benndorf war damit eine der ersten Gemeinde der Gegend, die die Reformation einführten. Bis 1847 stand das Gut im Besitz von Julius von Zech-Burkersroda.
Benndorf gehörte bis 1815 zum hochstift-merseburgischen Amt Merseburg, das seit 1561 unter kursächsischer Hoheit stand. Durch die Beschlüsse des Wiener Kongresses kam der Ort zu Preußen und wurde dem Kreis Merseburg im Regierungsbezirk Merseburg der Provinz Sachsen zugeteilt, zu dem er bis 1944 gehörte.
Am 1. April 1937 wurden Benndorf, Körbisdorf und Naundorf zur Gemeinde Benndorf/Geiseltal vereinigt. Durch die Verwaltungsreform im Jahre 1950 kamen Teile des Kreises Querfurt zum Kreis Merseburg. In diesem Zuge wurde am 1. Juli 1950 Wernsdorf (mit dem am 1. Oktober 1936 aufgenommenen Zützschdorf) eingemeindet. Als Folge des Braunkohlenabbaus im Geiseltal wurde Benndorf 1953 umgesiedelt und ein Jahr später abgebaggert. Die Umsiedlung Naundorfs folgte 1954, die von Zützschdorf und Wernsdorf 1956 und ein Jahr später die Umsiedlung von Körbisdorf. Anschließend wurden die Orte devastiert.
Dabei wurde auch die 1944 durch einen Luftangriff zerstörte und seitdem als Sommerkirche genutzte Dorfkirche Benndorf im Jahr 1955 abgetragen. Diese im Kern romanische Kirche hatte 1704 ein barockes Kirchenschiff erhalten. Die Toten auf dem Friedhof wurden nach Frankleben umgebettet. Drei weibliche Heilige, darunter eine Gottesmutter Maria mit Kinde, die Reste eines gotischen Schnitzaltars von 1510, befinden sich im Kunstmuseum Moritzburg in Halle.